# The Girl with the Champagne Eyes
The Girl with the Champagne Eyes è un film muto del 1918 diretto da C.M. Franklin (Chester M. Franklin).

## Trama

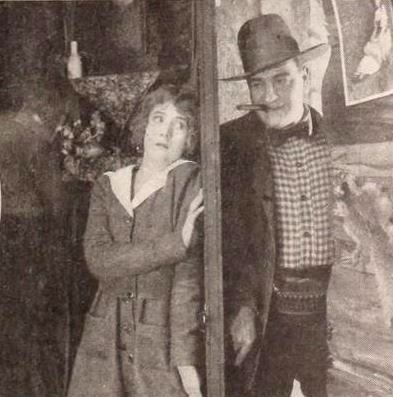
Jewel Carmen e G. Raymond Nye

Imbarcata per San Francisco, Nellie Proctor sta quasi per essere sorpresa mentre ruba un portafogli. Per salvarsi, lo infila in tasca a James Blair, che viene arrestato al posto suo e condannato a due anni di carcere. In preda al rimorso per aver mandato in galera un innocente, Nellie convince l'amico Milligan ad aiutare James nella fuga. Dopo di che i tre partono per l'Alaska, per iniziare una nuova vita. Milligan e Nellie trovano lavoro nel saloon e la donna si prende cura di quattro ragazzi orfani. James, invece, diventa cercatore d'oro. Ma lo sceriffo McKenzie, proprietario del saloon, scopre la sua vera identità e minaccia di arrestarlo se Nellie non sarà compiacente con lui. Per salvarlo da un secondo arresto, Nellie - che ormai ama James - sta per cedere, ma viene salvata dallo stesso James che corre in suo aiuto insieme ai bambini.

## Produzione
Il film fu prodotto dalla Fox Film Corporation.

## Distribuzione
Distribuito dalla Fox Film Corporation, il film - presentato da William Fox - uscì nelle sale cinematografiche statunitensi il 3 marzo 1918.